# Паска, Мари-Анжель

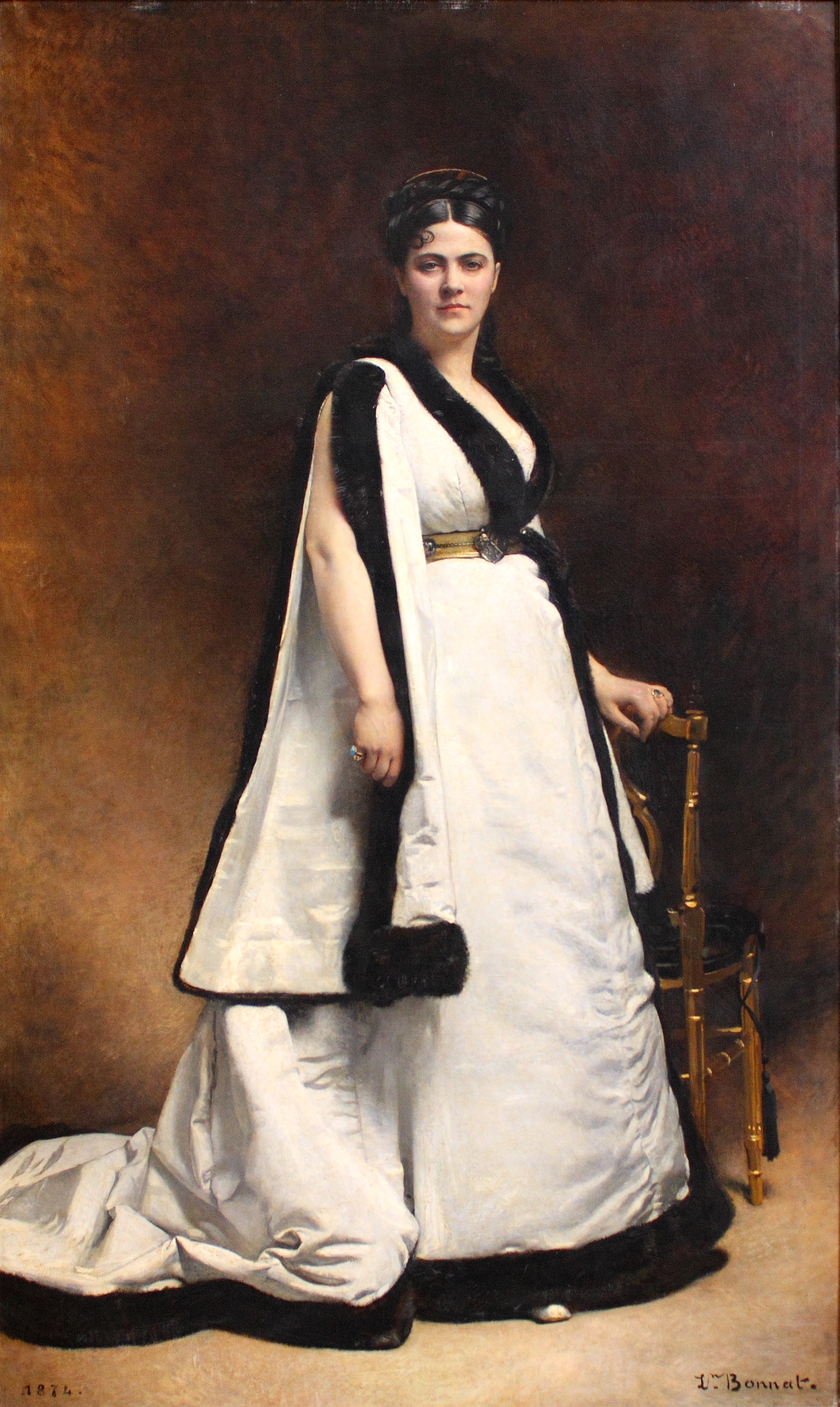
Л.Бонна. Портрет госпожи Паска

Паска, Аликс-Мари-Анжель (франц. Alix-Marie-Angele Seon, по мужу Pasquier, сценическое имя Pasca) (16.11.1833, Лион — 25.05.1914, Париж) — известная французская драматическая актриса.
Начала артистическую карьеру в Париже на сцене театра «Gymnase» в 1865 г., с большим успехом исполняла роли светских женщин и интриганок. В 1870—1876 г. Паска играла в России на сцене Санкт-Петербургского Михайловского театра.
После возвращения во Францию, играла в Париже на сцене театров «Théâtre du Gymnase», «Théâtre de la Gaîté» и «Тhéâtre de la Porte-Saint-Martin».
В расцвете её творчества талантливую актрису в 1874 г. изобразил на своей картине «Портрет госпожи Паска» живописец Леон Бонна.

## Источник
- Паска, Аликс-Мари-Анжель // Энциклопедический словарь Брокгауза и Ефрона : в 86 т. (82 т. и 4 доп.). — СПб., 1890—1907.